# Damien Chapelle
Pour les articles homonymes, voir Chapelle (homonymie).
Damien Chapelle est un acteur, danseur, metteur en scène et auteur belge, né le 8 décembre 1988 à Liège.
Il est notamment connu pour avoir joué l'un des rôles principaux dans Métamorphoses de Christophe Honoré et dans Peur de rien de Danielle Arbid.

## Filmographie

### Cinéma

#### Longs métrages
- 2014 : Bande de filles de Céline Sciamma : Cédric
- 2014 : Métamorphoses de Christophe Honoré : Bacchus
- 2015 : Peur de rien de Danielle Arbid : Julien
- 2016 : Marie et les Naufragés de Sébastien Betbeder : Oscar
- 2016 : Le Secret des banquises de Marie Madinier : Siegfried
- 2016 : Planetarium de Rebecca Zlotowski : Louis
- 2017 : Espèces menacées de Gilles Bourdos : Anthony Gardet
- 2017 : L'Utopie des images de la révolution russe d'Emmanuel Hamon : voix
- 2018 : La Prière de Cédric Kahn : Pierre
- 2019 : Mes jours de gloire d'Antoine de Bary : Ulysse
- 2019 : The Spy (Spionen) de Jens Jønsson : Andor Gellért
- 2021 : Rose d'Aurélie Saada : Léon
- 2022 : Don Juan de Serge Bozon : Naël
- 2022 : Annie Colère de Blandine Lenoir : Jean
- 2022 : En corps de Cédric Klapisch : Julien

#### Courts métrages
- 2011 : Les Corps conducteurs de Zeno Graton
- 2012 : SEC d'Alexander Wolfgang et Fernando Vandekeybus
- 2013 : Mouettes de Zeno Graton : Damien
- 2013 : Les Doigts dans la confiture de Florian Berutti : un des garçons de la bande (+ coscénariste)
- 2015 : Point du jour de Nicolas Mesdom : Léo
- 2015 : A Day will come my Future will be your Past de Charles Blondeel et Sarah Deboosere
- 2015 : Vous m'éblouissez de Marie Madinier  : Simon
- 2015 : Lieu trouble de Lata Masud : le père
- 2017 : Rien sauf l'été de Claude Schmitz
- 2017 : Antérieur de Philippe Petit : Damien
- 2018 : Ici le chemin des ânes de Lou Rambert Preiss :
- 2018 : La Dernière Nuit d'Alexandre Smia : Daniel Kahn

### Télévision
- 2018 : Nox (mini-série) de Mabrouk El Mechri : Nox 1
- 2021 : L'Opéra (série télévisée) de Cécile Ducrocq : Sasha

### Publicité
- 2017 : Timeless de Seb Edwards pour Lacoste

## Distinctions
- César 2018 : présélection « Révélation » pour le César du meilleur espoir masculin pour Espèces menacées